# Дара из Јасеновца (мини-серија)
Дара из Јасеновца је српска драмска телевизијска мини-серија  чији су творци Предраг Гага Антонијевић и Наташа Дракулић.
Премијерно је емитована од 9. до 12. јануара 2023. године на каналима Суперстар ТВ и РТРС.

## Радња
У уводу пратимо сусрет брата и сестре, већ одраслих Даре и Буде после 50 година пред Задарску кристалну ноћ и почетак распада Југославије.
Такође пратимо сећање одрасле Даре на догађаје који су се десили 1942 године у Јасеновцу.
После хрватско—немачке офанзиве на Козари, локално становништво завршава у концентрационим логорима. Међу њима је и десетогодишња Дара са својом мајком и два брата. О судбини оца не знају ништа. Ужас који ће преживети преко Јасеновца до логора Стара Градишка учиниће да Дара одрасте преко ноћи. Дарину мајку и старијег брата убијају, а смисао њеног живота постаје да сачува живот млађег брата.

## Улоге
| Глумац            | Улога                    |
| ----------------- | ------------------------ |
| Мирјана Карановић | одрасла Дара             |
| Марко Гверо       | одрасли Будо             |
| Тања Пјевац       |                          |
| Милош Лучић       |                          |
| Јадранка Мамић    |                          |
| Душан Ковачевић   |                          |
| Данило Челебић    |                          |
| Павле Богојевић   |                          |
| Горан Вујовић     |                          |
| Жељко Радуновић   |                          |
| Огњен Секулић     |                          |
| Биљана Чекић      | Дара                     |
| Златан Видовић    | Миле Илић, Дарин отац    |
| Ања Станић        | Нада Илић                |
| Лука Шарановић    | Буде Илић                |
| Јаков Шарановић   | Буде Илић                |
| Симон Шарановић   | Буде Илић                |
| Марко Пипић       | Јово Илић                |
| Наташа Нинковић   | Радојка                  |
| Игор Ђорђевић     | Анте Врбан               |
| Марко Јанкетић    | Вјекослав „Макс” Лубурић |
| Вук Костић        | Мирослав Филиповић       |
| Бојан Жировић     | Јаша                     |
| Сандра Љубојевић  | Вера Станић              |
| Никола Радуљ      | Богдан                   |

Остале улоге  ▼
| Глумац                   | Улога                        |
| ------------------------ | ---------------------------- |
| Рајко Лукач              | Раде                         |
| Весна Кљајић-Ристовић    | Ружа                         |
| Николина Фригановић      | Милева                       |
| Анђела Јањић             | Брана                        |
| Милица Јањић             | Мирјана                      |
| Татјана Кецман           | часна сестра Барта Пулхерија |
| Јелена Грујичић          | Бланкица                     |
| Јово Максић              | Младен                       |
| Богдан Богдановић        | Љубо Милош                   |
| Мартина Китановић        | Марија Маја Буждон           |
| Ангелина Доцић           | Душанка                      |
| Жељко Еркић              | Врбанов помоћник             |
| Ана Лечић                | Божица                       |
| Петар Ђурђевић           | Динко Шакић                  |
| Алиса Радаковић          | Нада Шакић                   |
| Петар Зекавица           | немачки официр               |
| Јован Петровић           | возач немачког официра       |
| Горан Јокић              | заповедник гробара           |
| Сања Моравчић            | Диана Будисављевић           |
| Милена Николић           | жена из Црвеног крста 1      |
| Наташа Балог             | жена из Црвеног крста 2      |
| Наталија Жугић           | жена из Црвеног крста 3      |
| Марија Шарановић         | жена из Црвеног крста 4      |
| Данијела Врањеш          | заробљеница Миланка          |
| Марта Ћеранић            | Драгиња Јовић                |
| Радослав Миленковић      | добродржећи човек            |
| Марко Павловски          | Анђелко                      |
| Анета Томашевић          | старица                      |
| Наташа Дракулић          | Јованка Кончар               |
| Сара Маринковић          | Загорка                      |
| Перо Стојанчевић         | логораш 1                    |
| Никола Илић              | логораш 2                    |
| Немања Бакић             | логораш 3                    |
| Страхиња Бичанин         | логораш 4                    |
| Драгослав Медојевић      | логораш 5                    |
| Слободан Перишић         | логораш 6                    |
| Радован Миљанић          | логораш 7                    |
| Рас Растодер             | логораш 8                    |
| Маја Колунџија Зорое     | жена којој узимају сина 1    |
| Маја Шаренац             | жена којој узимају сина 2    |
| Снежана Јеремић Нешковић | жена којој узимају сина 3    |
| Јелена Пузић             | жена којој узимају сина 4    |
| Тамара Тоскић            | мајка слабашног дечака       |
| Борис Тоскић             | слабашни дечак               |
| Андреа Форца             | жена у пољу 1                |
| Биљана Кескеновић        | жена у пољу 2                |
| Стефан Вукић             | усташки војник 1             |
| Иван Зекић               | усташки војник 2             |
| Игор Боројевић           | усташки војник 3             |
| Марјан Апостоловић       | усташки војник 4             |
| Лука Севић               | усташки војник 5             |
| Марко Долаш              | усташки војник 6             |
| Чарни Ђерић              | усташки војник 7             |
| Марија Опсеница          | куварица                     |
| Небојша Вранић           | редитељ                      |
| Лука Антонијевић         | сниматељ                     |
| Реља Жикић               | јеврејски дечак              |
| Зоја Томашевић           | беба                         |
| Милош Цветковић          | шеф тамбурашког оркестра     |
| Стефан Шајн              | тамбураш 1                   |
| Стефан Златарев          | тамбураш 2                   |
| Јанко Фан                | тамбураш 3                   |
| Зоран Николић            | тамбураш 4                   |
| Бранислав Николић        | тамбураш 5                   |
| Драгослав Опачић         | тамбураш 6                   |